# Nepenthes merrilliana
 Nepenthes merrilliana ist eine fleischfressende Pflanze aus der Familie der Kannenpflanzengewächse (Nepenthaceae). Sie ist in den Philippinen beheimatet.

## Beschreibung
Nepenthes merrilliana ist eine kriechende oder kletternde Pflanze mit stumpf-dreieckigen Trieben von 7 bis 10 mm Dicke. Die Internodien erreichen 1,5 bis 7 cm Länge. Die Blätter sitzen zerstreut, sind linear-lanzettlich und von lederartiger Beschaffenheit. Sie werden 20 bis 60 cm lang und 5 bis 7 cm breit. Ihre Spitzen sind abgerundet.
Die Kannen weisen keinen ausgeprägten Dimorphismus auf, untere wie obere Kannen ähneln einander. Die unteren Kannen sind breit eiförmig mit breit abgerundeter Basis. Sie werden bis 35 cm hoch und 14 cm breit, ihre gefransten Flügelleisten haben eine maximale Breite von 10 mm. Das Peristom ist leicht schräg, 8 bis 15 mm breit, abgeflacht und deutlich gerippt. Der Deckel ist breit eiförmig und 10 cm lang und breit. Die oberen Kannen sind breit elliptisch und bis zu 40 cm lang und etwa 10 cm breit. Sie gehören damit zu den größten Fallen der Kannenpflanzen. Anstelle der Flügelleisten weisen die oberen Kannen stark hervorstehende Rippen auf. Das Peristom ist abgeflacht und eher breit ausladend. Es weist wie bei den unteren Kannen deutliche Rillen auf. Der Deckel ist breit eiförmig und eher länglich.
Männliche Blüten sind unbekannt. Die weiblichen Blüten stehen an bis zu 20 Zentimeter langen Blütenstandsachsen in lockeren Trauben. Die Blütenstiele sind nahe der Basis wenig verzweigt, nach oben hin einzelstehend. Die 4 mm langen Blütenhüllblätter sind lanzettlich und spitz zulaufend.

## Verbreitung
Nepenthes merrilliana ist auf Mindanao in den Philippinen beheimatet, wo sie tropische Küstenwälder auf steilen Hängen in 20 bis 1700 Metern Höhenlagen besiedelt.

## Taxonomie und Gefährdungsstatus
Nepenthes merrilliana wurde 1911 in Band 3 der Contributions from the Botanical Laboratory of the University of Pennsylvania von John Muirhead Macfarlane erstbeschrieben. Der wissenschaftliche Artname ehrt den US-amerikanischen Botaniker Elmer Drew Merrill. Die Art wird im Washingtoner Artenschutzübereinkommen in Anhang II aufgeführt. Von der IUCN wird sie als „Gefährdet“ eingestuft.

## Nachweise
1. 1 2 3  Benedictus H. Danser: The Nepenthaceae of the Netherlands Indies. = Contributions à l'étude de la flores des Indes Néerlandaises. XV. In: Bulletin du Jardin de Botanique. Serie 3, Bd. 9, Nr. 3–4, 1928, ISSN 0852-8756, S. 249–438, (Eintrag zur Art online).
2. ↑  Matthew Jebb, Martin Cheek: A Skeletal Revision of Nepenthes (Nepenthaceae). In: Blumea. Bd. 42, 1997, ISSN 0006-5196, S. 1–106, hier S. 62–63, (Digitalisat (PDF; 8,82 MB)).
3. ↑  Nepenthes merrilliana in der IUCN-Datenbank